# Чжан Цзюлін
Чжан Цзюлін (*張九齡, 678—740) — китайський державний діяч та поет часів династії Тан.

## Життєпис
Народився у Цуцзян префектури Шао (сучасна територія провінції Гуандун). Син Чжан Хуня, секретаря голови префектури Шао. Замолоду відрізнявся неабияким талантом. За часів імператриці У Цзетянь у 702 році склав імператорський іспит та здобув вищий науковий ступінь цзіньши. Тоді ж призначається до імператорського інституту Павільйон Хунвень, де навчалися кандидати на державні посади.
У 711 році на заклик імператора Жуй-цзуна брав участь у конкурсі поетів та письменників, де здобув перемогу. Після цього призначається до служби при центральному уряді імперії. З приходом до влади імператора Сюань-цзуна спрямував декілька доповідей канцлерові Яо Чуну, де окреслив шляхи поліпшення роботи урядової адміністрації та державних службовців. Цим привернув до себе увагу.
Незабаром отримує посаду у міністерстві у справах цивільної служби. Тут затоваришував з канцлером Чжан Шуо, який сприяв його кар'єрі. Протягом 722—723 років Чжан Цзюлін піднявся до службовця середньої ланки уряду. У 726 році стає заступником у міністерстві поклонінь. Того ж року призначається головою префектури Цзі (частина сучасної провінції Хебей). Слідом за цим імператор призначив Чжан Цзюліна очільником префектури Хун (у сучасній префектурі Цзянсі). Потім був головою префектури Гуй (на території сучасної Гуансі) та очільником екзаменаційної комісії в округу Ліннань.
У 731 році імператор закликав Чжан Цзюліна до столиці Чан'аня, призначивши головою архівного бюро та імператорського інституту Цзісянь. Того ж року стає заступником міністра громадських робіт та відповідальним за складання імператорських наказів. У 732 році йде зі служби у зв'язку зі смертю матері. У 733 році імператор призначає його канцлером. Чжан Цзюлін подав прохання продовжити виконувати обряди жалоби за матір'ю, але Сюань-цзун відхилив це прохання.
На посаді канцлера Чжан запропонував дозволити карбувати гроші приватним особам, але не дістав на це згоди імператора. Незабаром подав пропозицію виділити значні землі на південь від річки Хуанхе для вирощування рису. Спроба втілити цей задум виявилася невдалою. Втім, за свою чесність і боротьбу з хабарництвом Сюань-цзун винагородив Чжан Цзюліна, надавши тому у 735 році титул графа Шисіна.
Втім у 736 році Чжан вступив у протистояння з іншим канцлером Лі Ліньфу, який отримав значний вплив на імператора, догоджаючи його примхам. Зрештою у 737 році Чжан Цзюліна було знято з посади канцлера та призначено на посаду голови виконавчого бюро. Того ж року за наклепом Лі Ліньфу Чжана було понижено у посаді та призначено головою префектури Цзін (на території сучасної провінції Хубей). Помер він у 740 році у рідному місті під час відвідування могили батьків.

## Творчість
Чжан Цзюлін був автором багатьох поем, які були відомі та популярні свого часу. П'ять з них увійшли до збірки «Триста поем епохи Тан». Серед них поема «Думки», «Орхідея та помаранч». Згодом увесь віршований спадок Чжана було об'єднано у збірки з 20 цзюаней.
Автор прози «Золоте свічадо записів тисячоліть» у 5 цзюанях, де надався опис та характеристика видів та прикладів державного правління. було присвячено імператорові Сюань-цзуну.